# Chris O’Malley
Christopher Gerard (Chris) O’Malley (ur. 9 czerwca 1959 w Dublinie) – irlandzki polityk i menedżer, od 1986 do 1989 poseł do Parlamentu Europejskiego.

## Życiorys
Wnuk polityka Kevina O’Higginsa, syn działaczki społecznej Uny O’Higgins O’Malley i profesora Eoina O’Malleya. Ukończył studia z zakresu międzynarodowego biznesu na University College Dublin. Później rozpoczął studia doktoranckie na University of Sussex i obronił doktorat. Opublikował książkę pt. „Over in Europe”.
Zaangażował się w działalność polityczną w ramach Fine Gael. W 1984 bez powodzenia kandydował do Parlamentu Europejskiego, mandat uzyskał 3 czerwca 1986 w miejsce Richiego Ryana (został wówczas najmłodszym europosłem). Przystąpił do Europejskiej Partii Ludowej, należał m.in. do Komisji Budżetowej oraz Komisji ds. Gospodarczych i Walutowych oraz Polityki Przemysłowej. W 1989 nie uzyskał reelekcji.
W 1994 wstąpił do Partii Pracy. Od 2003 do 2004 zasiadał w radzie hrabstwa Dún Laoghaire-Rathdown, zastąpił tam Eamona Gilmore'a. Pracował na irlandzkim uniwersytecie, gdzie odpowiadał za rozwój międzynarodowy, a od 2005 prowadził działalność w branży konsultingowej. W 2007 został zastępcą kanclerza University of Wales, Newport. W 2018 został wiceprezydentem Institute of Technology, Sligo, odpowiedzialnym za badania i innowacje.

## Życie prywatne
Żonaty z Aideen Hayden, senator Partii Pracy.